# Juarros de Riomoros
Juarros de Riomoros è un comune spagnolo di 67 abitanti situato nella comunità autonoma di Castiglia e León.